# Park Narodowy Midongy du Sud
Park Narodowy Midongy du Sud (zwany także Parkiem Narodowym Midongy-Befotaka) – park narodowy położony w południowo-wschodniej części Madagaskaru, w regionie Atsimo-Atsinanana. Zajmuje powierzchnię 192198 ha.
Obszar ten był chroniony już od 1953 roku, ale status parku narodowego osiągnął dopiero w 1997 roku. Jest podzielony na dwie główne części: Soarano i Befotaka. Obejmuje strome góry i głębokie doliny, porośnięte gęstym wilgotnym lasem równikowym, oraz bagna i rzeki na nizinach. Jest jednym z najbardziej wilgotnych miejsc na Madagaskarze – pada prawie codziennie.

## Położenie
Zachodnią granicę parku wyznacza rzeka Itomampy. Położony jest na wysokości od 689 do 1679 m n.p.m. Znajduje się około 90 km na południowy wschód od Vangaindrano.

## Flora
W parku istnieje wiele endemicznych roślin leczniczych. Obszar parku pokryta las składający się głównie z gatunków drzew hebanowych i palisandrowych, czy 48 gatunków paproci drzewiastej. W parku rośnie 14 zagrożonych gatunków, które są wpisane na listę IUCN.
Można spotkać tu takie gatunki jak Mystroxylon aethiopicum z rodziny Celastracaeaes, gatunki rodzaju Medinilla, Dilobeia thouarsii oraz Aeranthes caudata i Bulbophyllum vestitum z rodziny Orchidaceae.

## Fauna
W parku żyją gatunki ptaków (na przykład Centropus toulou, Neomixis striatigula czy Geobiastes squamiger), gadów (między innymi gekon liścioogonowy, czy Furcifer verrucosus), lemurów (w tym taki gatunek jak Eulemur collaris), które są rzadko spotykanymi endemitami.
Można także spotkać tu gatunek drapieżnego ssaka, fossę. Z uwagi na wysokie opady deszczu w parku powszechne są pijawki.
Obecnie są prowadzone badania w parku, które mogą doprowadzić do odkrycia nowych gatunków.

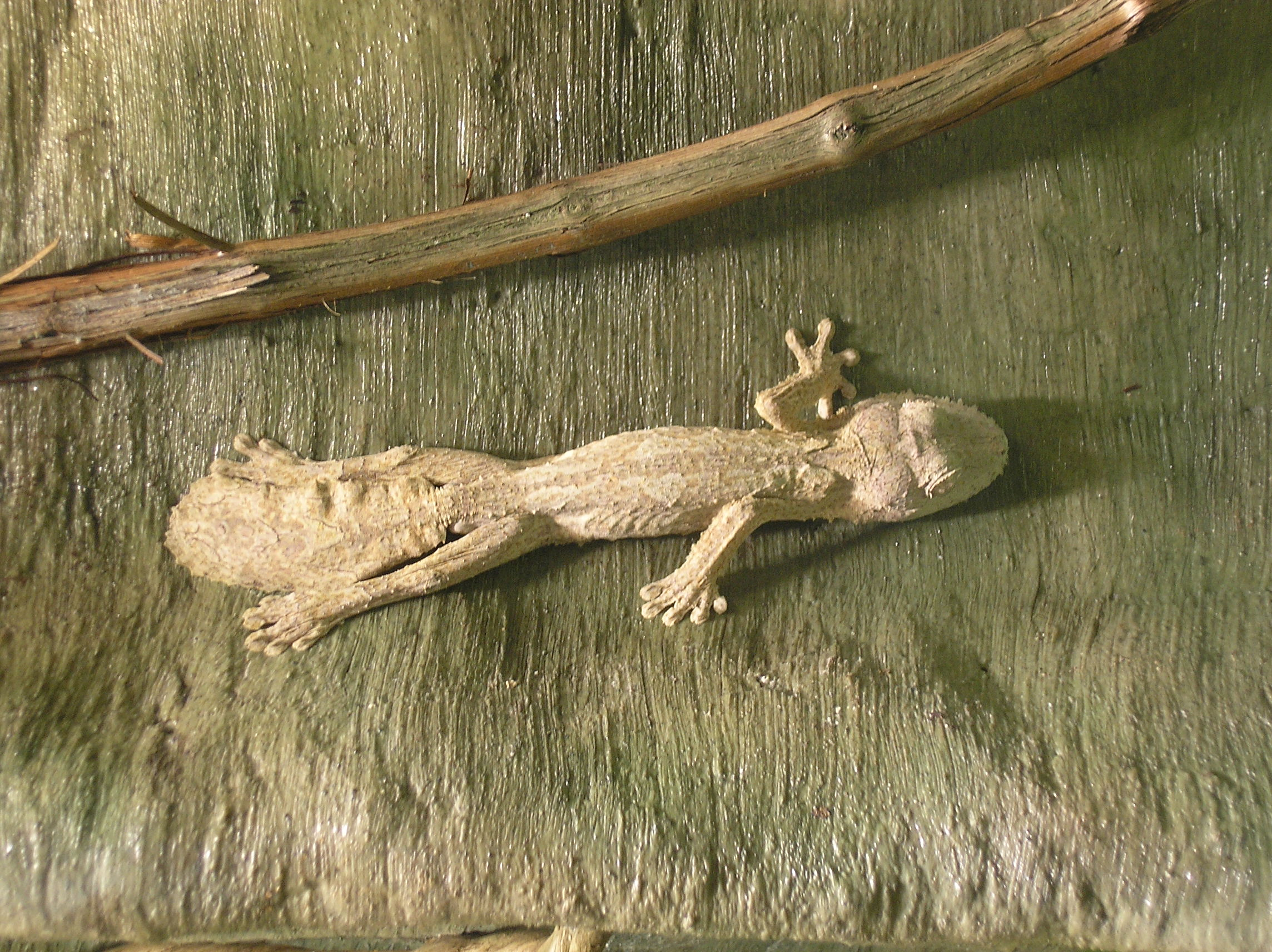
Gekon liścioogonowy
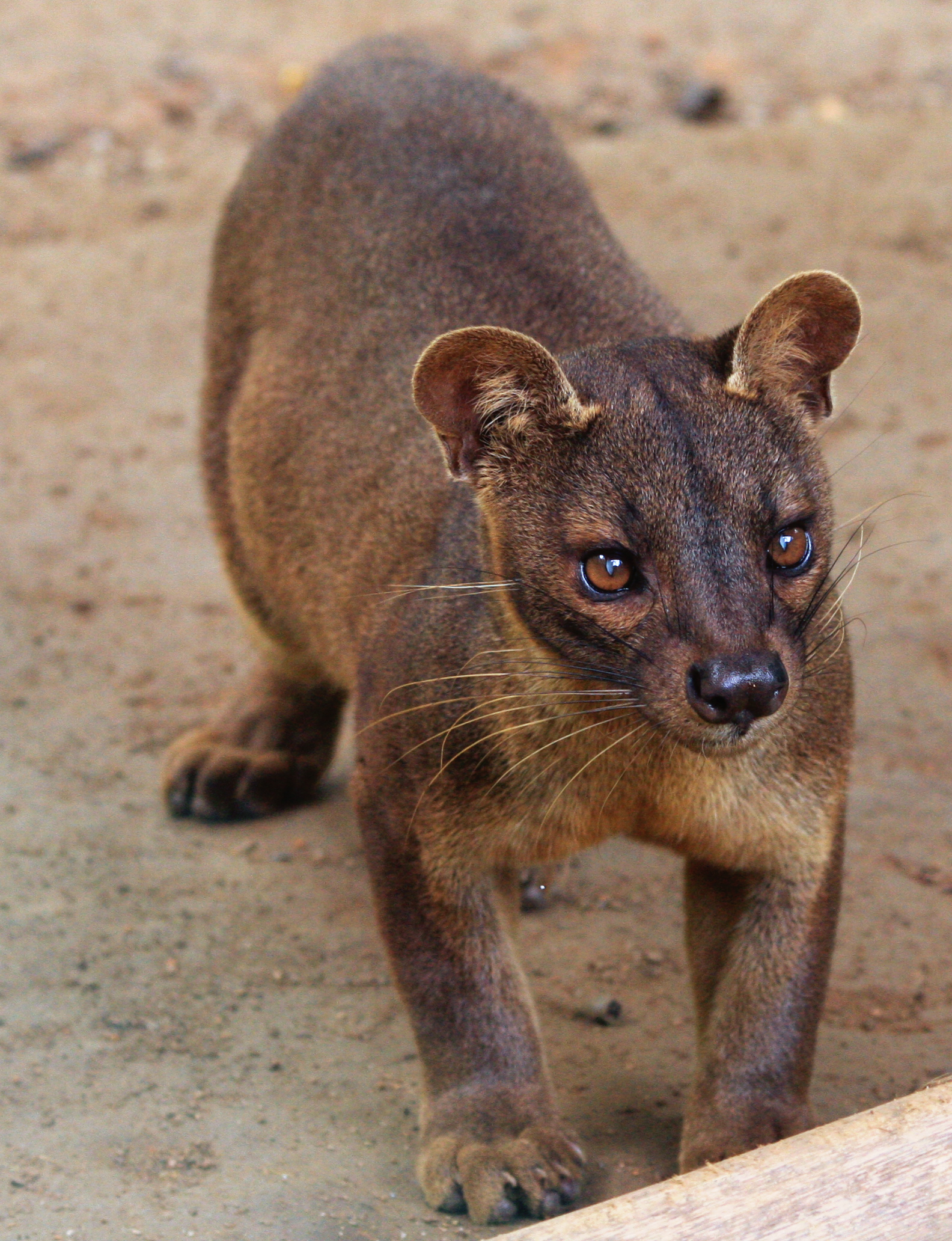
Fossa
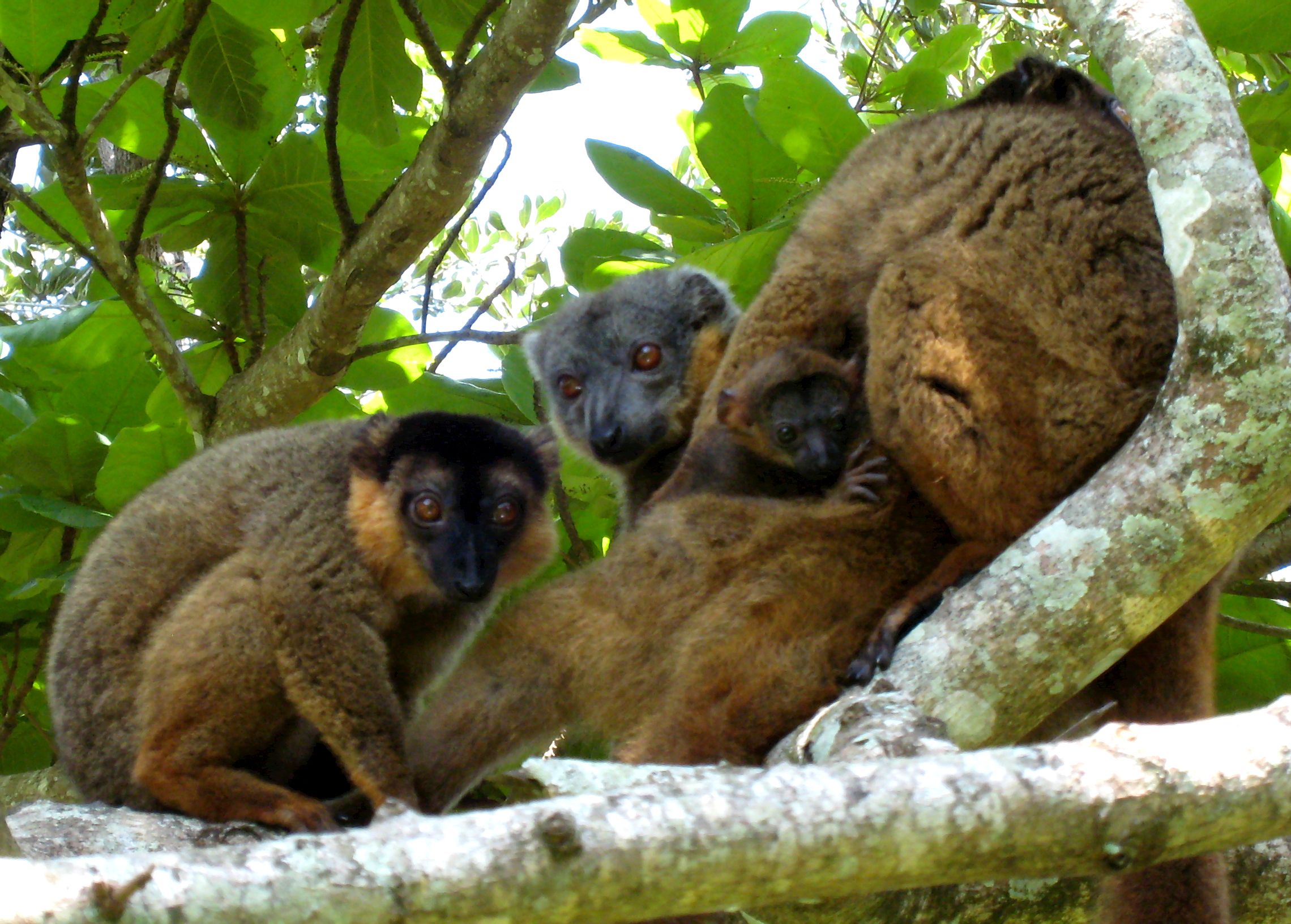
Eulemur collaris
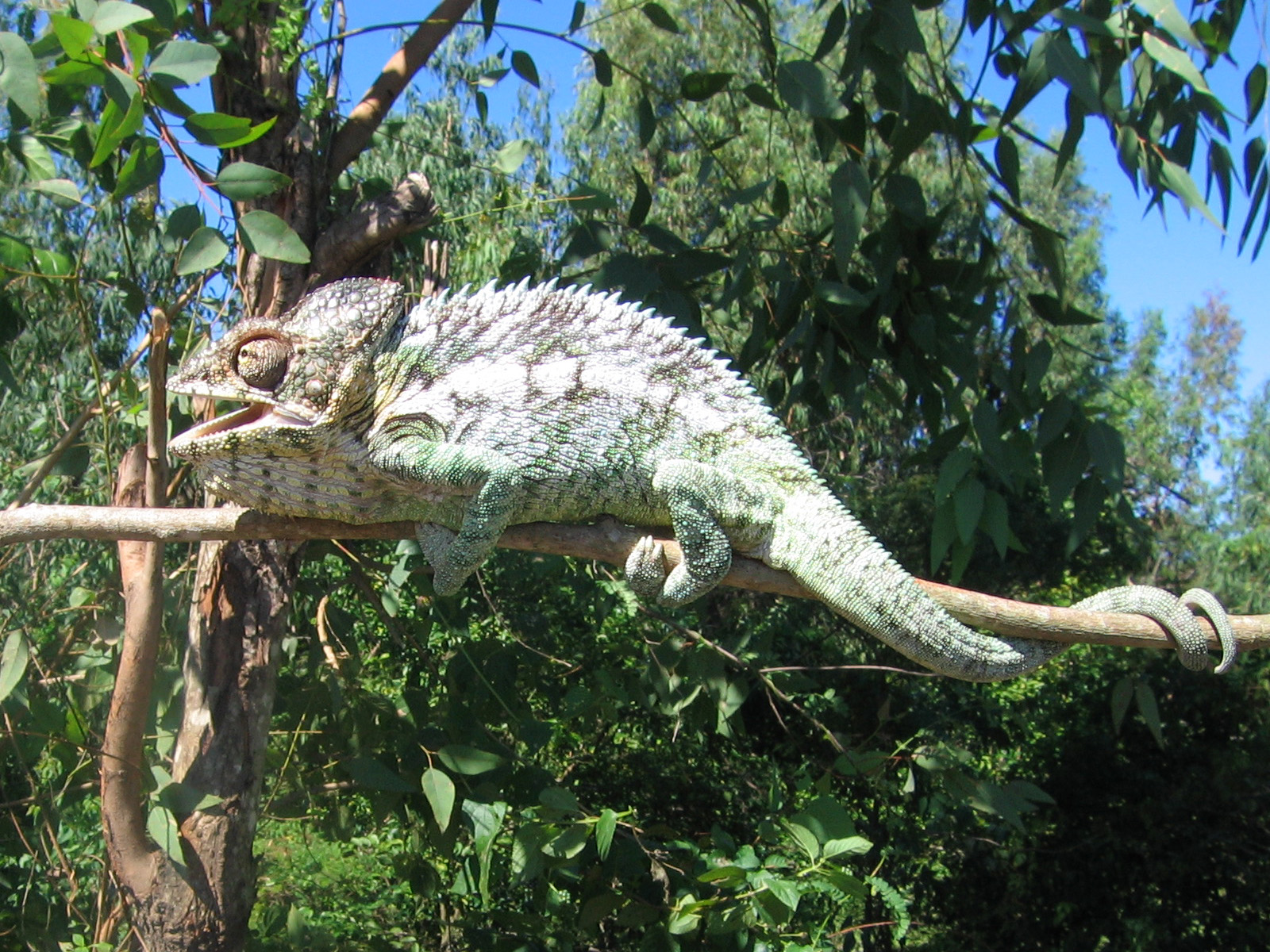
Furcifer verrucosus
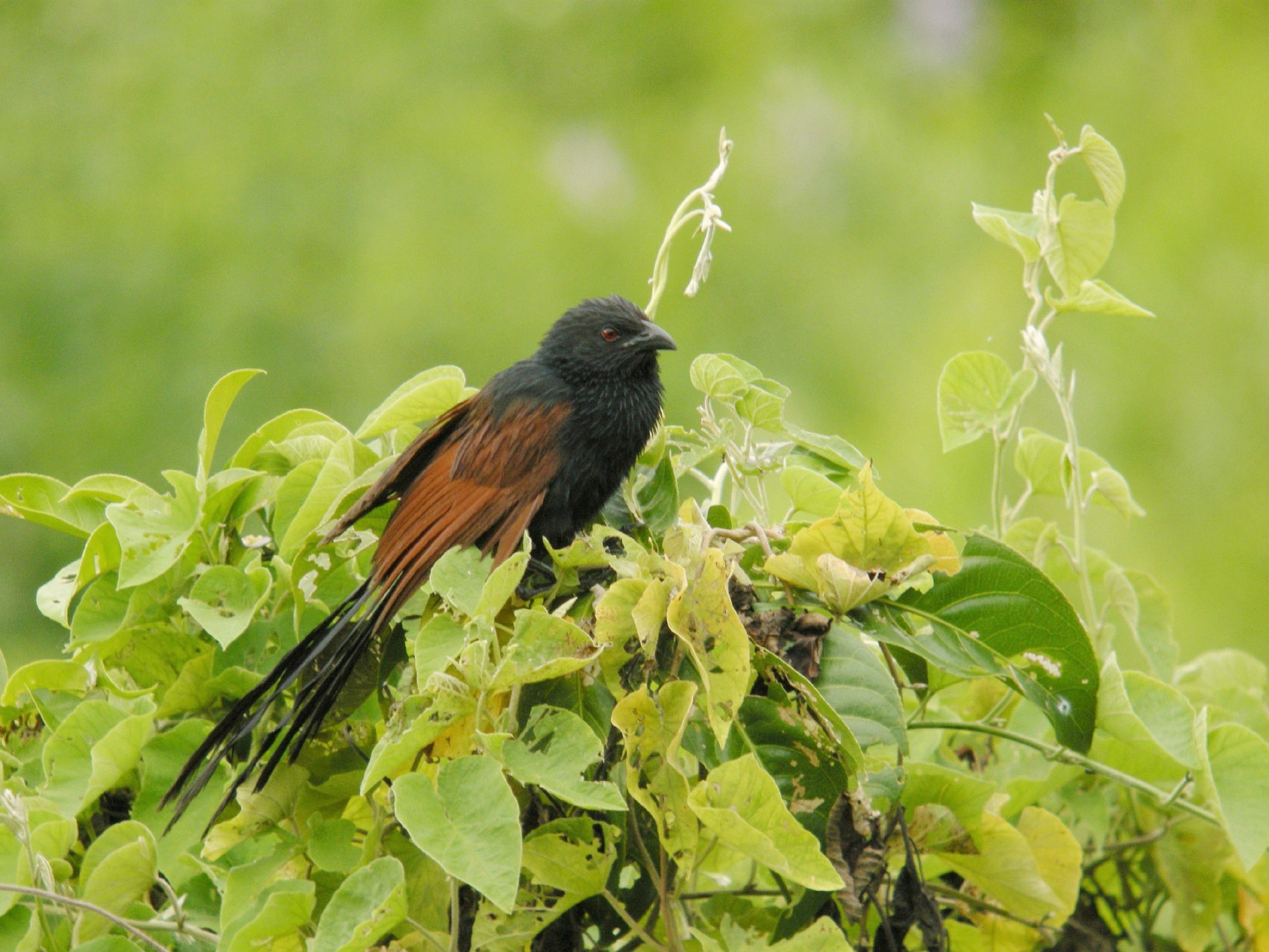
Centropus toulou

## Klimat
Klimat jest bardzo wilgotny przez cały rok. Średnia roczna temperatura wynosi 18 °C.

## Ludność
Głównymi grupami etnicznymi żyjącymi na terenie parku są ludy Bara i Antaisaka.

## Turystyka
Na terenie parku nie ma wytyczonych szlaków turystycznych. Słabo rozwinięta jest infrastruktura turystyczna. Ze względu na trudny dostęp oraz na pogodę jest on jednym z najrzadziej odwiedzanych parków narodowych Madagaskaru.